# Koperkwintet

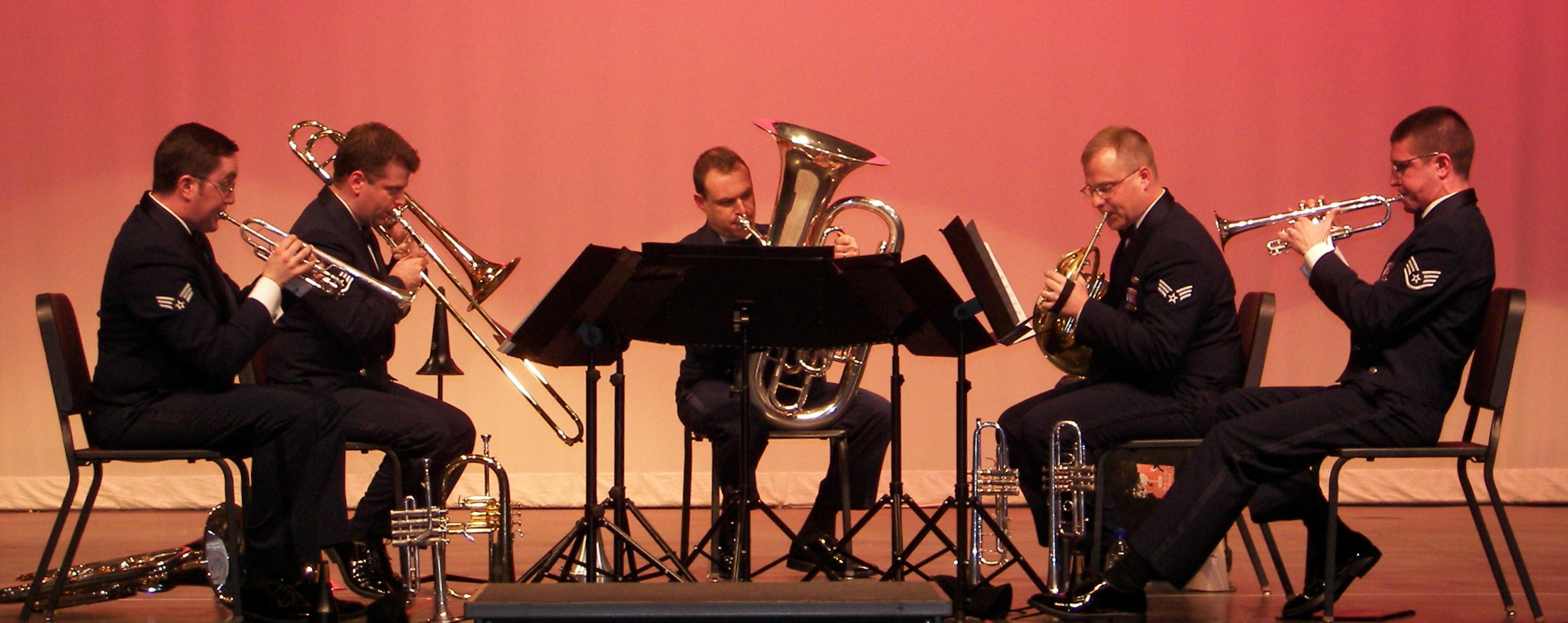
Een koperkwintet bestaande uit twee trompetten, hoorn, trombone, tuba

Een koperkwintet is een kwintet, een ensemble dat bestaat uit vijf koperblazers. Met de term kunnen ook de stukken bedoeld worden die voor zo'n bezetting geschreven zijn.

## Samenstelling
De meest gebruikelijke samenstelling van een koperkwintet is:
- twee trompetten of cornetten,
- een hoorn,
- een trombone,
- een tuba, sousafoon of bastrombone.

De samenstelling van koperkwintetten kan echter variëren. Trompettisten dubbelen vaak op piccolotrompet of flugelhorn. De hoorn wordt soms verwisseld voor een tweede trombone. Soms speelt een eufonium de trombonepartij. Vaak speelt er slagwerk mee met een koperkwintet.

## Repertoire
Er is relatief weinig origineel repertoire voor koperkwintet. Veel repertoire bestaat uit nieuwe composities of arrangementen. Koperkwintetten lenen zich voor het spelen van madrigalen tot jazz en alles wat daartussen zit. De Deense componist Vagn Holmboe schreef twee koperkwintetten, zie Koperkwintet nr. 1.

## Bekende koperkwintetten
Bekende Nederlandse koperkwintetten zijn het Full House Kwintet, Koperkwintet KWIVR, ITTER BRASS en Brass Colours.